# نورن، ولز
نورن (به انگلیسی: Nevern) یک منطقهٔ مسکونی در بریتانیا است که در پمبروکشر واقع شده‌است. نورن ۸۶۵ نفر جمعیت دارد.